# 格拉祖埃
7°58′25″N 2°14′24″E / 7.97361°N 2.24000°E

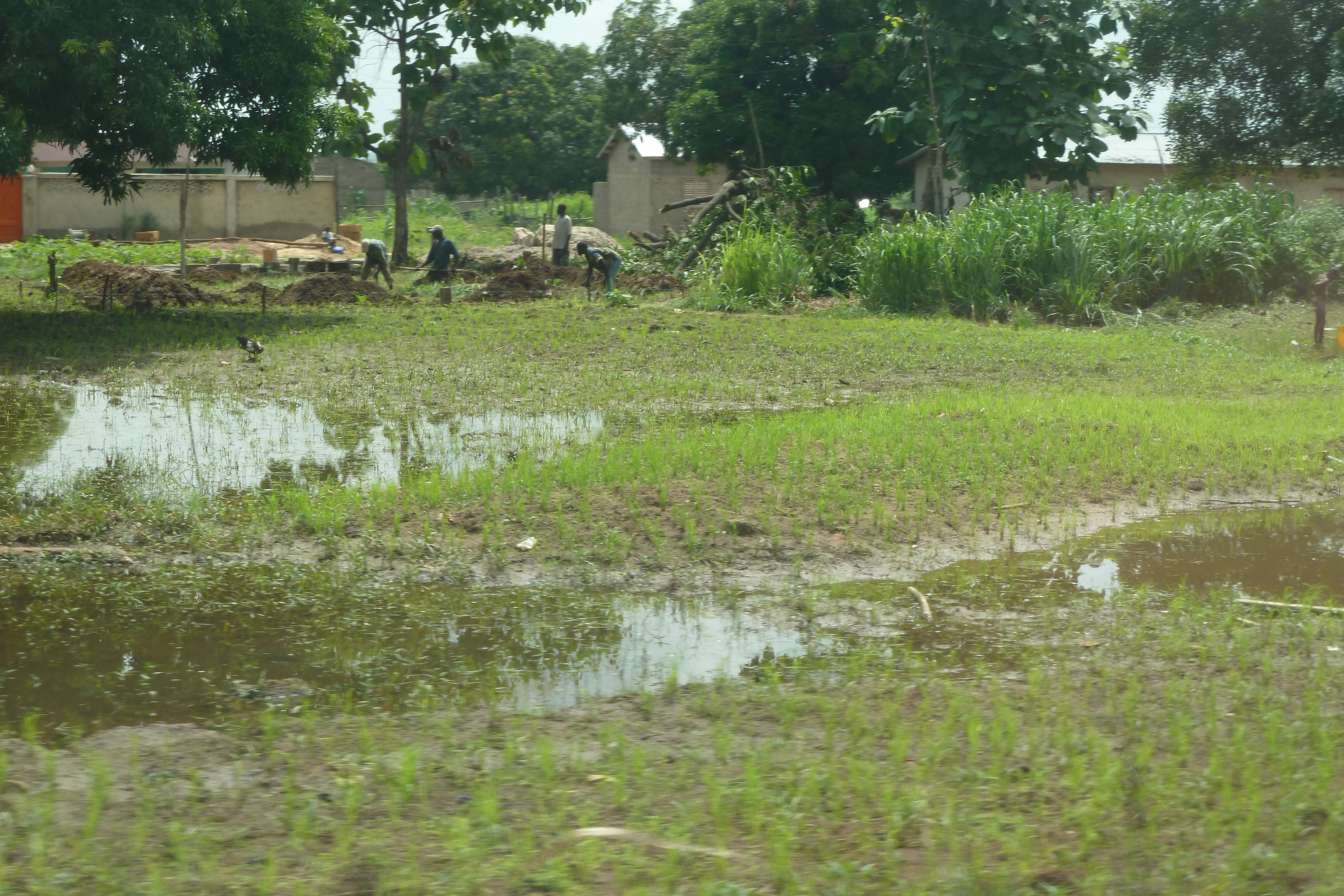
格拉祖埃

格拉祖埃（法語：Glazoué）是貝寧的城鎮，位於該國中南部，由丘陵省負責管轄，面積1,350平方公里，海拔高度151米，2013年該城鎮人口124,431，人口密度每平方公里92人。